# (73310) 2002 JE76
(73310) 2002 JE76 – planetoida z pasa głównego asteroid okrążająca Słońce w ciągu 3,58 lat w średniej odległości 2,34 j.a. Odkryta 11 maja 2002 roku.